# Ölpalmenhörnchen
Die Ölpalmenhörnchen (Protoxerus) sind eine Gattung von Hörnchen der afrikanischen Regenwälder. Sie leben dort meistens in der Wipfelregion und werden daher selten gesehen. Unterschieden werden zwei Arten:
- Gemeines Ölpalmenhörnchen, Protoxerus stangeri (Waterhouse 1842), Regenwälder West- und Zentralafrikas
- Schlankschwanzhörnchen, Protoxerus aubinnii (Gray 1873), Westafrika

## Merkmale
Das Gemeine Ölpalmenhörnchen hat eine Verbreitung, die alle Regenwälder Afrikas umfasst. Es hat eine Kopfrumpflänge von 30 cm, hinzu kommt ein etwa ebenso langer Schwanz. In der Farbe ist es sehr variabel: Der Rücken ist olivbraun bis schwarz gefärbt; die Wangen und die Flanken sind weiß; die Unterseite ist weiß bis hellbraun. Der Schwanz kann schwarz-weiß oder schwarz-braun gebändert oder aber einfarbig sein. Auffällig ist bei diesem Hörnchen, dass die Bauchseite spärlich behaart ist, so dass sie fast nackt erscheint.
Dagegen ist das Schlankschwanzhörnchen auch an der Unterseite normal behaart. Es ist einfarbig graubraun. Manchmal, aber nicht immer, zieht sich ein schwarzer Aalstrich über den Rücken.

## Lebensweise
Beide Arten bewegen sich lebhaft durch die Baumkronen und suchen dort nach Nüssen und Früchten. Die namengebende Vorliebe zu Ölpalmen besteht nur in solchen Regionen, wo diese Pflanzen auch verbreitet sind. Dort findet man die Hörnchen oft mit orangefarbenen Flecken im Fell, die durch den Saft der Ölpalmenfrüchte verursacht werden.
Während das Gemeine Ölpalmenhörnchen eines der häufigsten Säugetiere afrikanischer Regenwälder ist, ist über Populationszahlen des Schlankschwanzhörnchens nichts bekannt.

## Systematik
Das Schlankschwanzhörnchen wurde gelegentlich auch einer eigenen Gattung Allosciurus zugerechnet. Forsyth Major hielt die beiden Arten der Ölpalmenhörnchen für primitive Angehörige der Borstenhörnchen, deshalb der bis heute übliche Gattungsname Protoxerus (Xerus sind die Afrikanischen Borstenhörnchen). Mit diesen haben sie aber nach heutigen Erkenntnissen nichts zu tun.